# Hellen M. Brooks
Hellen M. Brooks (18 de abril de 1862 – ?) foi uma educadora e política norte-americana.
Nascida na cidade de Fulton, Wisconsin, no condado de Rock, Hellen foi para o Milton College e se formou em educação pela Milwaukee Normal School. Ela ensinou em várias escolas e foi diretora. Ela morava em Coloma, Wisconsin. Hellen esteve presente nos comitês da Cruz Vermelha e do Liberty Loan durante a Segunda Guerra Mundial e também serviu no conselho escolar. Hellen serviu na Assembleia do Estado de Wisconsin em 1925 e era uma republicana.